# Saint-Hilaire-de-Clisson
Saint-Hilaire-de-Clisson – miejscowość i gmina we Francji, w regionie Kraj Loary, w departamencie Loara Atlantycka.
Według danych na rok 2010 gminę zamieszkiwało 2019 osób, a gęstość zaludnienia wynosiła 108 osób/km².